# Amritodus brevis
Amritodus brevis är en insektsart som beskrevs av Chandrasekhara A. Viraktamath 1997. Amritodus brevis ingår i släktet Amritodus och familjen dvärgstritar. Inga underarter finns listade i Catalogue of Life.